# Heinrich Ritter von Zeissberg
Heinrich Ritter von Zeissberg (Vienna, 8 luglio 1839 – Vienna, 27 maggio 1899) è stato uno storico austriaco.

## Biografia
Studiò storia all'università di Vienna, ricevendo il suo dottorato di ricerca nel 1862. Nel 1865 divenne professore di storia all'università di Lemberg e nel 1871 si trasferì come professore a Innsbruck. Nel 1872 fu nominato professore all'università di Vienna, dove fu un precettore di storia del principe Rodolfo. Nel 1892 fu nominato direttore dell'istituto di ricerca storica di Vienna e nel 1896 direttore della biblioteca della corte imperiale di Vienna. Si dimise dalla cattedra di professore a Vienna nel 1897.

## Opere
- Arno, erster Erzbischof van Salzburg (Vienna, 1863).
- Miseco I. (Mieczysław) der erste christliche beherrscher der Polen (1867).
- Die Kriege Kaiser Heinrichs II. mit Herzog Boleslaw I. von Polen (Vienna, 1868).
- Die polnische Geschichtsschreibung des Mittelalters (Lipsia, 1873).
- Rudolf von Habsburg und der österreichische Staatsgedanke (Vienna, 1882).
- Über das Rechtsverfahren Rudolfs von Habsburg gegen Ottokar von Böhmen (Vienna, 1887).
- Der österreichische Erbfolgestreit nach dem Tode des Königs Ladislaus Posthumus, 1457-58 (Vienna, 1879).

- Zur deutschen Kaiserpolitik Oesterreichs: ein Beitrag zur Geschichte des Revolutionsjahres 1795 (Vienna, 1899).
- Zwei Jahre belgischer Geschichte 1791-92 (Vienna, 1891).
- Belgien unter der Generalstatthalterschaft Erzherzog Karls 1793-94 (Vienna, 1893-94).
- Erzherzog Karl von Oesterreich. Lebensbild (Vienna, 1895).
- Franz Josef I. (Vienna, 1888).

Ha curato tre volumi del Quellen zur Geschichte der Deutschen Kaiserpolitik Oesterreichs während der französischen Revolutionskriege 1790-1801 (Vienna, 1882-1885, 1890). Fu autore di 61 biografie nella Allgemeine Deutsche Biographie.